# Distrito electoral de East Gordon (condado de Sheridan, Nebraska)
East Gordon (en inglés: East Gordon Precinct) es un distrito electoral ubicado en el condado de Sheridan en el estado estadounidense de Nebraska. En el Censo de 2010 tenía una población de 226 habitantes y una densidad poblacional de 0,85 personas por km².

## Geografía
East Gordon se encuentra ubicado en las coordenadas 42°45′53″N 102°9′41″O / 42.76472, -102.16139. Según la Oficina del Censo de los Estados Unidos, East Gordon tiene una superficie total de 264.37 km², de la cual 263.93 km² corresponden a tierra firme y (0.17%) 0.44 km² es agua.

## Demografía
Según el censo de 2010, había 226 personas residiendo en East Gordon. La densidad de población era de 0,85 hab./km². De los 226 habitantes, East Gordon estaba compuesto por el 90.71% blancos, el 2.21% eran amerindios, el 0.88% eran asiáticos, el 0.44% eran isleños del Pacífico y el 5.75% pertenecían a dos o más razas. Del total de la población el 2.65% eran hispanos o latinos de cualquier raza.